# Pandulf al II-lea de Benevento
Pandulf al II-lea (supranumit cel Bătrân) (d. august 1014) a fost principe de Benevento de la anul 981 și regent în Principatul de Capua (ca Pandulf al III-lea) de la 1009 până la moarte.
Pandulf era fiul principelui Landulf al III-lea de Benevento (totodată, și principe de Capua, ca Landulf al V-lea), din timpul căruia Pandulf fusese asociat co-principe în Capua (din 977).
La moartea tatălui, Pandulf a fost însă marginalizat de către unchiul său, Pandulf Cap de Fier, care, după ce a unit formațiunile statale ale longobarzilor din sudul și centrul Italiei, a oferit Capua și Benevento fiului său mai mare Landulf al IV-lea de Benevento (sau Landulf al VI-lea de Capua) la moartea sa, în 981. În acel an însă, Landulf al IV-lea a fost nevoit să dividă stăpânirea sa comună asupra Capuei și Beneventului, care au fost astfel separate pentru prima dată de la 910. Benevento a fost astfel acordat lui Pandulf, care în mai 987 l-a asociat la conducere pe fiul său Landulf al V-lea, în buna tradiție a dinastiei capuane instituită de principele Atenulf I.
În 999, împăratul Otto al III-lea a vizitat moaștele din Sanctuarul de la Monte Sant'Angelo de pe Monte Gargano. Pe drumul de întoarcere, el a trecut prin Benevento, pentru a semna diploma emisă în favoarea mănăstirii Santa Sofia la 11 martie. Santa Sofia era fundația familiei de pe linia lui Pandulf și probabil funcționa ca mausoleu familial. Nu se știe din ce motiv, Otto și Pandulf au avut o neânțelegere în anul 1000, posibil asupra relicvelor Sfântului Bartolomeu, sfânt-patron de Benevento, căruia Otto tocmai îi construise și dedicase o nouă biserică pe Isola Tiberina—San Bartolomeo all'Isola—. În conformitate cu Annales Beneventani, Otto rex cum magno exercitu obsedit Benevento ("Regele cu mare armată a asediat Benevento.") Totuși, expediția asupra Benevento nu a avut vreun rezultat, decât eventual preluarea câtorva moaște de sfinți.
Tot în anul 1000, cetățenii din Capua l-au înlăturat de la domnie pe principele Ademar, om de încredere al împăratului, și l-au invitat pe Landulf di Sant'Agata, fratele lui Pandulf, să le fie principe. În 1003, o răscoală condusă de Adelfer, contele de Avellino, i-a înlăturat din Benevento pe Pandulf și pe fiul său, însă perioada de exil nu a durat pentru multă vreme, dat fiind că în 1005 cei doi figurează din nou în documente ca guvernând din capitala lor.
În 1007, Landulf de Capua, fratele lui Pandulf, a încetat din viață, iar Pandulf a devenit regent al nepotului său de frate, Pandulf al II-lea de Capua, sub numele de Pandulf al III-lea de Capua. În 1011, 1012 sau 1013, nepotul său de fiu, Pandulf al III-lea (fiul lui Landulf al V-lea de Benevento), a fost asociat și el să domnească în Benevento. Din acel moment, Pandulf "cel Bătrân" încetează să mai figureze în documente, până la consemnarea morții sale, în 1014.

## Copii
- Gaitelgrima, căsătorită cu principele Guaimar al III-lea de Salerno
- Maria, căsătorită cu ducele Sergiu al II-lea de Amalfi
- Landulf, succesorul la conducerea Principatului de Benevento
- Pandulf, viitor principe de Capua, supranumit Leul din Abruzzi
- Atenulf, abate de Montecassino